# Polynema fulmeki
Polynema fulmeki är en stekelart som beskrevs av Soyka 1941. Polynema fulmeki ingår i släktet Polynema och familjen dvärgsteklar.
Artens utbredningsområde är Österrike. Inga underarter finns listade i Catalogue of Life.